# ساندنس‌تی‌وی
ساندنس‌تی‌وی (انگلیسی: SundanceTV) با نام رسمی کانال ساندنس (انگلیسی: Sundance Channel) نام یک شبکهٔ تلویزیونی ماهواره‌ای و کابلیِ دیجیتال است که متعلق به شبکه‌های ای‌ام‌سی است. این شبکه اختصاص به پخش فیلم‌های مستقل، کوتاه، مستند، سینمای جهان و جدیدترین اخبار دربارهٔ جشنواره فیلم ساندنس دارد. در سال‌های اخیر، این کانال تلویزیونی به تولید برنامه‌های واقع‌نما نیز می‌پردازد.
تا ژوئن ۲۰۱۵ میلادی، ۶۰٫۶۶۸ خانوار این کانال تلویزیونی را در ایالات متحده آمریکا در منزل‌های خود داشتند که ۵۲٫۱٪ از کل مشترکانِ جهانی این شبکهٔ تلویزیونی کابلی است.